# Standbeeld van de hond Dżok

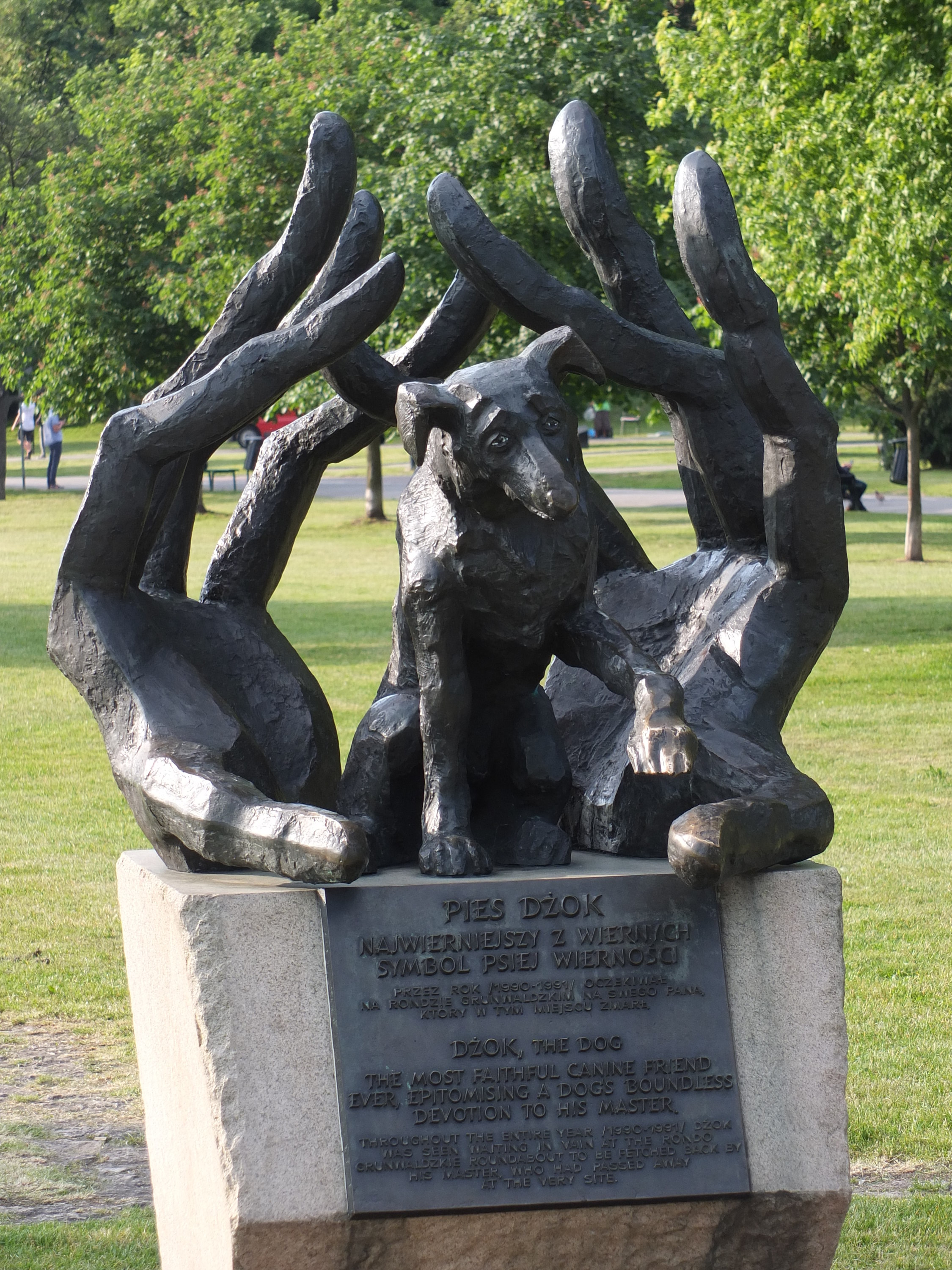
Standbeeld van de hond Dżok

Het Standbeeld van de hond Dżok (Pools: Pomnik psa Dżoka) bevindt zich in Krakau, tussen het Wawelkasteel en de brug Most Grunwaldzki.
Het beeld werd gemaakt door Bronisław Chromy en werd onthuld op 26 mei 2001. De onthulling werd verricht door een hond, een Duitse herder met de naam Kety. 
Het standbeeld beeldt een hond uit met uitgestrekte linkerpoot. De hond bevindt zich in twee gespreide mensenhanden.
Men neemt aan dat het beeld de trouw van de hond symboliseert of meer in het algemeen de verbondenheid tussen mens en dier.
Het onderschrift in Pools en Engels luidt:
Pies Dżok. Najwierniejszy z wiernych, symbol psiej wierności.
Przez rok /1990-1991/ oczekiwał na Rondzie Grunwaldzkim na swojego Pana, który w tym miejscu zmarł.
Dżok, the dog. The most faithful canine friend, ever epitomising a dogs boundless devotion to his master.
Throughout the entire year /1990-1991/ Dżok was seen waiting in vain at the Rondo Grunwaldzkie roundabout to be fetched back by his master, who had passed away at the very site.

## Geschiedenis van de hond Dżok
De geschiedenis van Dżok gaat over een hond, een zwarte kruising, waarvan het baasje in 1990 overleed aan een hartaanval nabij de Grunwaldrotonde (Rondo Grunwaldzkie). Toen het dier op zijn baasje bleef wachten, wekte het verbazing en sympathie op bij de inwoners van Krakau en ze begonnen hem te voeren. Na een jaar vergeefs wachten liet hij toe dat een nieuwe eigenaar hem in huis nam. Deze vrouw stierf in 1998, waarna Dżok op de vlucht sloeg en werd overreden door een trein.

## Geschiedenis van het standbeeld
De oprichting van een standbeeld kon aanvankelijk niet op de steun rekenen van de gemeente Krakau, maar een aantal organisaties zoals de Poolse Dierenbescherming en tal van bekende Polen hebben ervoor gezorgd dat het beeld er toch kwam. Ten tijde van de onthulling was het het derde gedenkbeeld van een hond in Europa, tegenwoordig zijn er (alleen al in Polen) meer.
Het beeld wordt graag bezocht door inwoners van Krakau en toeristen en het wekt de interesse van kinderen.

## Bron
Deze pagina of een eerdere versie is een vertaling van de pagina op de Poolse Wikipedia van 18 januari 2007.